# Sjöhistoriska museet, Dubrovnik
Sjöhistoriska museet (kroatiska: Pomorski muzej) är ett museum i Dubrovnik i Kroatien. Det grundades 1949 på initiativ av den Jugoslaviska akademien för vetenskap och konst (nuvarande Kroatiska akademien för vetenskap och konst). I museet berättas Dubrovniks sjöfartshistoria med hjälp av bland annat modellfartyg, vimplar och porträtt. Sedan 1952 är museet beläget på den andra och tredje våningen av S:t Johannes fästning i Gamla stan.

## Historik
Huvuddelen av museets innehav bygger på donationer som det dåvarande Patriotiska museet fick av privatpersoner i början av 1900-talet samt de föremål som museet mottog efter utställningen Dubrovniks sjöfart genom tiderna 1941. 1949 grundades Sjöhistoriska museet i Dubrovnik på initiativ av den dåvarande Jugoslaviska akademien för vetenskap och konst och 1952 fick museet sin permanenta utställning i S:t Johannes fästning. Sedan 1987 ingår museet i Dubrovniks museer, Patriotiska museets föregångare och idag en lokal och regional sammanslutning bestående av fem museer med olika inriktningar. 

## Verksamhet och samlingar
Museet samlar systematiskt in, studerar, ställer ut och publicerar material från Dubrovnik och Dubrovnikregionens sjöfartshistoria. Samlingarna som sträcker sig från antiken till nutid består av 5 000 föremål fördelade på femton samlingar.